# Wachswolle
Wachswolle ist ein Öl- und Lösemittelbindemittel der Firma Deurex aus Zeitz, das unter dem Handelsnamen Deurex Pure angeboten wird. In der Presse wird sie teilweise auch als Zauberwatte oder Wunderwatte bezeichnet.

## Allgemeines
Bei diesem Ölbindemittel handelt es sich um ein spezielles PE Wachs, das Öl und nicht Wasser mischbare Lösemittel aufsaugt, die somit vom Wasser abgetrennt werden können.

## Geschichte
Die Erfindung der Wachswolle war eher ein Zufall als gezielte Forschung. Bei der Einstellung einer Maschine vertauschte ein Mitarbeiter Werte und die Maschine lief so unbeobachtet über Nacht. Erst am nächsten Morgen stellte man die Fehleinstellungen fest, zudem war die Maschine mit feinen Wachsfasern überzogen. Ernst Krendlinger als technischer Leiter der Firma Deurex untersuchte diese Wachsfasern schrieb diverse Publikationen und Patente darüber und entwickelte daraus das Deurex Pure.

## Einsatzmöglichkeit
Weil diese Wachswolle nur Öle, Benzine und Wasser nicht mischbare Lösemittel bindet, eignet es sich sehr gut für die Bindung von Ölen, Benzinen und wasser nicht mischbaren Lösemittel, die auf Gewässern ausgelaufen sind oder aus leckgeschlagenen Schiffen stammen. Sie lässt sich auch zum Binden des austretenden Öls von Windkraftanlagen verwenden.

## Europäischer Erfinderpreis 2017
Im Juni 2017 gewann Günter Hufschmid den Europäischen Erfinderpreis für die Erfindung des Ölbindemittels Wachswolle. Der Preis wird jährlich vom Europäischen Patentamt vergeben.